# Mirella Gregori
Mirella Gregori, née le 7 octobre 1967, est une adolescente italienne, qui disparut le 7 mai 1983, alors âgée de 15 ans. Ce fait divers est souvent rapproché avec le cas similaire et quasi-simultané d'Emanuela Orlandi, qui disparut 40 jours plus tard. Malgré les nombreuses enquêtes et relances qui ont suivi, aucune des deux filles n'a été retrouvée.

## Histoire
Mirella Gregori était la fille cadette des propriétaires d'un bar de la via Volturno à Rome. Elle vivait avec ses parents via Nomentana. Elle était décrite par son entourage comme une fille normale et sérieuse qui étudiait dans un établissement d'enseignement secondaire de la capitale,. Le jour de sa disparition, Mirella s'est rendue à l'école et est rentrée au domicile familial dans l'après-midi vers 14 heures. Peu avant, elle était allée prendre un verre avec une amie dans un bar près de chez elle. Cette dernière a affirmé qu'elles avaient parlé de tout et de rien et qu'elle n'avait pas d'autres informations à communiquer,.
De retour chez elle, quelqu'un sonne à l'interphone, un soi-disant ami dénommé « Sandro ». Lorsque ce dernier lui demande de descendre, elle se serait exclamée ; « Si tu ne me dis pas qui tu es, je ne descendrai pas » Par la suite, Mirella serait effectivement descendue et aurait dit à sa famille qu'elle sortait voir un ancien camarade de classe et qu'elle avait rendez-vous au monument de la porta Pia. Cependant, les chercheurs ont découvert que le supposé camarade avec lequel elle avait rendez-vous n'était pas venu et était dans un autre endroit de la ville. Dès lors, la famille n'a plus eu de nouvelles de Mirella,.
La mère a informé que sa fille, peu avant sa disparition, s'était vantée d'avoir pu trouver l'argent nécessaire pour acheter un appartement que ses parents ne pouvaient s’offrir. Cette possibilité a toutefois été écartée et les enquêteurs l'ont considérée comme une phrase infantile de la part de l'adolescente qui cherchait à provoquer ses parents,. La mère, pendant une visite du pape Jean-Paul II à l'Église San Giuseppe dei Falegnami le 15 décembre 1985, reconnaît un homme de la Gendarmerie du Vatican, Raoul Bonarelli, une personne qui voyait souvent sa fille et l'une de ses amies dans un bar près de la maison,,,. En octobre 1993, elle est confrontée à Bonarelli : elle confirme ses déclarations mais ne semble pas reconnaître le policier ; elle n'est plus très sûre, bien que quelques semaines auparavant, dans une interview accordée à Il Tempo, elle s'était dite certaine de l'identité de l'homme.
En 1997, le pouvoir judiciaire a ordonné un procès contre Raoul Bonarelli, qui a reconnu connaître la fille. Toutefois l'enquête n'a rien donné. Le procès contre des personnes inconnues pour séquestration a été clos en 2007. Quelques années plus tard, Raoul Bonarelli reçut le titre de Chevalier de la République italienne.
Dans une publication inédite se basant sur un document de la Sisde du 31 octobre 1983, le journaliste Tommaso Nelli publie sur Cronacaedossier.it, que la fille des gérants du bar situé à l'époque sous le domicile des Gregori aurait eu connaissance de l'identité de l'homme qui a convaincu Mirella de le suivre. Bien que les magistrats de la dernière enquête judiciaire eurent connaissance de ce document pendant plus d'un an, ils n'ont pas approfondi les informations contenues dans le document.
Le 11 juillet 2005, la rédaction de l'émission Chi l'ha visto ?, diffusée sur Rai 3, a reçu un appel téléphonique anonyme disant que pour résoudre l'affaire Emanuela Orlandi, il fallait aller voir qui était enterré dans la basilique de Sant'Apollinare et vérifier « la faveur que Renatino a faite au cardinal Poletti  ». On a ainsi découvert que l'« illustre » défunt n'était autre qu'Enrico De Pedis, un patron de la Banda della Magliana. Le 20 février 2006, un repenti de la mafia, Antonio Mancini, a affirmé dans une interview au journaliste Fiore De Rienzo de Chi l'ha visto ?, avoir reconnu dans la voix de Mario celle d'un tueur à gage au service de De Pedis, un certain Rufetto ; l'enquête menée par le ministère public n'a toutefois pas confirmé les propos de Mancini. Le 30 juin 2008, l'émission a diffusé la version intégrale de l'appel téléphonique anonyme de 2005, qui était restée inédite jusqu'alors. Après les révélations sur la tombe de De Pedis et du cardinal Poletti, la voix a ajouté : « Et demandez au barman de la Via Montebello, que sa fille était aussi avec elle...avec l'autre Emanuela ». Il s'est avéré que le bar appartenait à la famille de S. D. V., une amie de Mirella Gregori qui est probablement la même qui a été initialement accusée de faux témoignage. La rédaction de l'émission a également été menacée en juillet par un autre appel téléphonique anonyme d'un certain « blondinet ».
Selon le témoignage de Mehmet Ali Ağca, la disparition des deux filles, ainsi que celle du journaliste soviétique Oleg G. Bitov (9 septembre de la même année) à la Mostra de Venise, sont étroitement liées. Dans plusieurs communiqués de 1983 et 1984, l'organisation turque d'extrême-droite des Loups gris a déclaré qu'elle gardait les deux filles. Selon Günter Bohnsack, ex-officier de la Stasi (les services secrets est-allemands), à un journaliste du journal La Repubblica, ce seraient les services est-allemands, ainsi que ceux bulgares et soviétiques du KGB, qui ont utilisé l'affaire Orlandi (à laquelle l'affaire Gregori a été liée) pour fabriquer de faux communiqués émanant de différents groupuscules (dont le Front Turkesh, pouvant être lié aux Loups gris), précisément pour détourner les enquêtes parallèles sur la piste bulgare de l'attentat contre Jean-Paul II.
En juillet 2010, le vicariat de Rome donne son feu vert pour inspecter la tombe de De Pedis dans la basilique Saint-Apollinaire. Il est également demandé que des échantillons d'ADN soient prélevés sur le frère de De Pedis, la famille d'Emanuela et également sur Antonietta Gregori, la sœur de Mirella. Le 14 mai 2012, la tombe de De Pedis est ouverte mais à l'intérieur ne se trouve que le corps du défunt qui, à la volonté expresse de la famille, est incinéré. Elle est ensuite fouillée plus profondément, mais seules des niches contenant des restes d'ossements datant de l'époque napoléonienne sont retrouvées. Aucune trace de l'ADN d'Emanuela et Mirella n'est relevée. Quatre jours plus tard, le 18 mai, Don Pietro Vergari fait l'objet d'une enquête pour complicité d'enlèvement.
En réalité, aucun élément tangible n'a émergé pouvant étayer un quelconque lien entre la disparition de Mirella et celle d'Emanuela Orlandi, et il n'a jamais été établi si des tiers étaient à l'origine de la disparition de cette dernière, notamment ceux liés au terrorisme. Les deux jeunes filles, bien qu'ayant le même âge, ne se connaissaient pas et n'avaient aucune connaissance en commun. À ce jour, le cas de Mirella Gregori reste non résolu.
En octobre 2015, le GIP, à la demande du parquet et faute de preuves cohérentes, a classé l'enquête sur les disparitions d'Emanuela Orlandi et de Mirella Gregori, ouvertes en 2006 en raison des déclarations de Sabrina Minardi, l'ancienne compagne du patron de la Banda della Magliana, Enrico De Pedis qui a permis la mise en examen de six suspects pour complicité de meurtre et d'enlèvement; Pietro Vergari, Sergio Virtù, chauffeur du patron, Angelo Cassani dit Ciletto, Gianfranco Cerboni dit Giggetto, Sabrina Minardi et Marco Accetti.